# Sven Magnusson

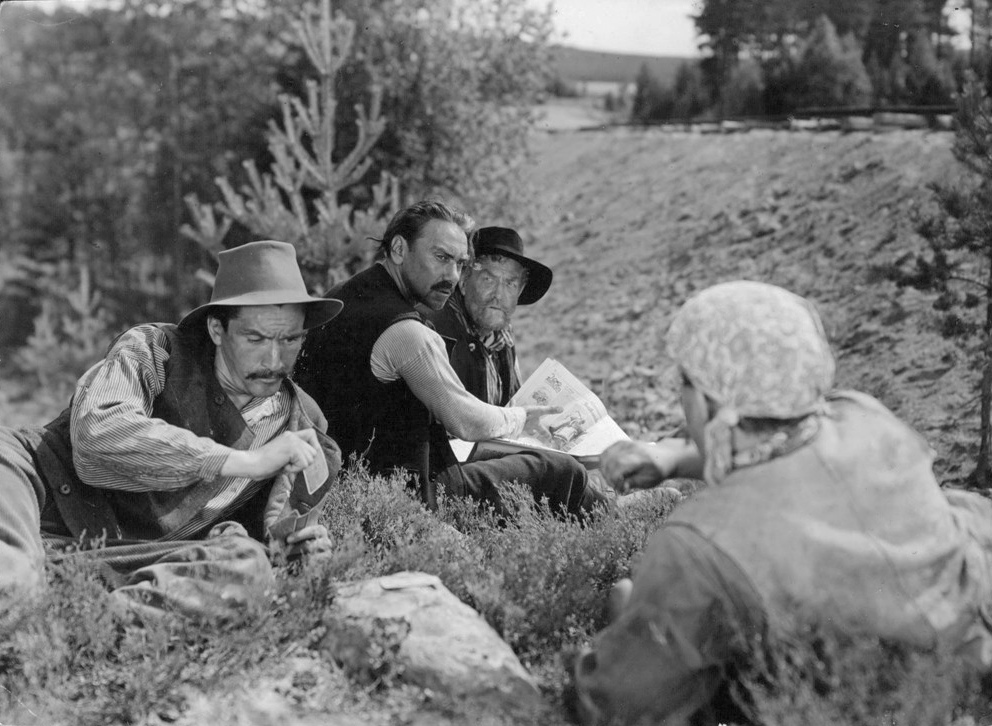
Magnusson som andre från vänster.

Se även riksdagspolitikern Sven Magnusson (1826-1885).
Sven Emil Magnusson, född 30 april 1905 i Bollnäs, död 30 september 1962 på Mörby lasarett (skriven i Norrköping), var en svensk skådespelare.

## Biografi
Magnusson studerade vid Dramatens elevskola 1931–1933. Han var främst knuten till Svenska Teatern i Åbo, Helsingborgs stadsteater, Norrköping-Linköping stadsteater och Riksteatern.
Sven Magnusson är begravd på Bollnäs kyrkogård.

## Filmografi i urval
- 1930 – Fridas visor
- 1932 – Vi som går köksvägen
- 1933 – Flickan från varuhuset
- 1934 – Atlantäventyret
- 1936 – 65, 66 och jag
- 1938 – Eli Sjursdotter
- 1944 – En dag skall gry
- 1944 – Skogen är vår arvedel
- 1944 – Vändkorset
- 1944 – Sabotage
- 1944 – Lev farligt
- 1944 – Excellensen
- 1945 – Änkeman Jarl
- 1945 – I som här inträden
- 1946 – Bröllopet på Solö
- 1946 – Eviga länkar
- 1946 – Begär
- 1947 – Rallare
- 1949 – Människors rike
- 1950 – Anderssonskans Kalle
- 1951 – Spöke på semester
- 1951 – Starkare än lagen
- 1952 – Flyg-Bom
- 1953 – Flickan från Backafall
- 1953 – Barabbas
- 1953 – Vingslag i natten
- 1954 – Förtrollad vandring
- 1954 – Salka Valka
- 1955 – Männen i mörker
- 1956 – Litet bo
- 1956 – Flickan i frack
- 1962 – Biljett till paradiset

## Teater

### Roller (ej komplett)
| År   | Roll                         | Produktion                                                       | Regi                          | Teater                           |
| ---- | ---------------------------- | ---------------------------------------------------------------- | ----------------------------- | -------------------------------- |
| 1930 | Le Ribuchon                  | Topaze Marcel Pagnol                                             | Gustaf Linden                 | Dramaten                         |
| 1931 | Målarlärlingen               | Thalias barn Tor Hedberg                                         | Gustaf Linden                 | Dramaten                         |
| 1931 | Timothy                      | Fadershjärtat W. Somerset Maugham                                | Alf Sjöberg                   | Dramaten                         |
| 1938 | Daniel Hjort                 | Daniel Hjort Josef Julius Wecksell                               |                               | Åbo Svenska Teater               |
| 1940 | Professorn                   | Skolka skolan Stefan Bekeffi                                     |                               | Åbo Svenska Teater               |
| 1943 | Bostedt                      | Herr Blink går över alla gränser Lars-Levi Laestadius            | Per Lindberg                  | Vasateatern                      |
| 1943 | Slinger                      | Den okuvliga Mr Bunting Robert Greenwood                         | Martha Lundholm               | Vasateatern                      |
| 1943 | Pressfotografen              | Teater W. Somerset Maugham                                       | Martha Lundholm               | Vasateatern                      |
| 1944 | Medverkande                  | Och han skämtar för dig, revy Kar de Mumma                       | Leif Amble-Næss               | Blancheteatern                   |
| 1944 | Henry                        | Det var nära ögat Thornton Wilder                                | Gunnar Skoglund               | Vasateatern                      |
| 1944 | Jack Favell                  | Rebecca Daphne du Maurier                                        | Martha Lundholm               | Vasateatern                      |
| 1944 | Löjtnant Mulvaney            | Solsken då och då Terence Rattigan                               | Martha Lundholm               | Vasateatern                      |
| 1945 | Chauffören                   | En förtjusande fröken Ralph Benatzky                             | Max Hansen                    | Vasateatern                      |
| 1946 | Medverkande                  | Den ridderliga flugan, revy Stig Bergendorff och Gösta Bernhard  | Gösta Terserus                | Casinoteatern                    |
| 1950 | Larry                        | Lycklig som Larry Donagh MacDonagh                               | John Zacharias                | Helsingborgs stadsteater         |
| 1950 | Skolläraren                  | Bagarens hustru Marcel Pagnol                                    | John Zacharias                | Helsingborgs stadsteater         |
| 1950 | Pastor Rickman               | Simon trollkarlen Tore Zetterholm                                | Ingrid Luterkort              | Helsingborgs stadsteater         |
| 1950 | Hassan                       | Vävaren i Bagdad Hjalmar Bergman                                 | Keve Hjelm                    | Helsingborgs stadsteater         |
| 1951 | Manuel Carcocastilla         | Millionären från Peru Hans Adler och Alexander Steinbrecher      | John Zacharias                | Helsingborgs stadsteater         |
| 1951 | William Tower                | Jane W. Somerset Maugham                                         | Ingrid Luterkort              | Helsingborgs stadsteater         |
| 1951 | Maurice                      | Brott och brott August Strindberg                                | John Zacharias                | Helsingborgs stadsteater         |
| 1951 |                              | Markens gud Paul Green                                           | Börje Mellvig                 | Riksteatern                      |
| 1951 | Michel Aubrions              | Inte för er, mina damer Sacha Guitry                             | John Zacharias                | Helsingborgs stadsteater         |
| 1951 | Farbror Desmonde             | Lyckliga tid Samuel A. Taylor                                    | Ingrid Luterkort              | Helsingborgs stadsteater         |
| 1951 | Sir John                     | Lorden från gränden L. Arthur Rose och Noel Gay                  | Nils Poppe                    | Helsingborgs stadsteater         |
| 1952 | Matros Badger                | Måsar över Sorrento Hugh Hastings                                | John Zacharias                | Helsingborgs stadsteater         |
| 1952 | Rasmus Berg                  | Erasmus Montanus Ludvig Holberg                                  | John Zacharias                | Helsingborgs stadsteater         |
| 1952 | Skepparen                    | Bröllopet på Seine Marcel Achard                                 | Ingrid Luterkort              | Helsingborgs stadsteater         |
| 1952 | David Slater                 | Patty F. Hugh Herbert                                            | Ingrid Luterkort              | Helsingborgs stadsteater         |
| 1952 | Vincent                      | Jag vill kärleken Jean Anouilh                                   | Ingrid Luterkort              | Helsingborgs stadsteater         |
| 1952 | Dr Miller                    | Livet ska levas (The Deep Blue Sea) Terence Rattigan             | Ingrid Luterkort              | Helsingborgs stadsteater         |
| 1953 | Generalsekreteraren          | Apollon från Bellac Jean Giraudoux                               | Gunnar Olsson                 | Helsingborgs stadsteater         |
| 1953 | Maillard                     | Ett huvud kortare Marcel Aymé                                    | John Zacharias                | Helsingborgs stadsteater         |
| 1953 | Mr Tom Kemp                  | Mollusken Hugh Herbert Davis                                     | Ingrid Luterkort              | Malmö Stadsteater                |
| 1953 | Jonathan Jeremiah Peachum    | Tolvskillingsoperan Bertolt Brecht och Kurt Weill                | John Zacharias                | Norrköping-Linköping stadsteater |
| 1953 | Sir Ronald                   | Den ljuva timmen Anna Bonacci                                    | Olof Thunberg                 | Norrköping-Linköping stadsteater |
| 1953 | Gregers Werle                | Vildanden Henrik Ibsen                                           | Ingrid Luterkort              | Norrköping-Linköping stadsteater |
| 1954 | Matros Badger                | Måsar över Sorrento Hugh Hastings                                | John Zacharias                | Norrköping-Linköping stadsteater |
| 1954 | Gerhard                      | Sagan Hjalmar Bergman                                            | Olof Thunberg                 | Norrköping-Linköping stadsteater |
| 1954 | Greve Raoul de Vriaac        | Markisinnan Noël Coward                                          | John Zacharias                | Norrköping-Linköping stadsteater |
| 1954 | Peter Bono                   | Tjuvarnas bal Jean Anouilh                                       | John Zacharias                | Norrköping-Linköping stadsteater |
| 1955 | Major Henri de Château-Gibus | Lilla Helgonet Henri Meilhac, Albert Millaud och Florimond Hervé | Olof Thunberg                 | Norrköping-Linköping stadsteater |
| 1955 | Professor Willard            | Vår lilla stad Thornton Wilder                                   | Ingrid Luterkort              | Norrköping-Linköping stadsteater |
| 1955 | Petrucchio                   | Så tuktas en argbigga William Shakespeare                        | John Zacharias                | Norrköping-Linköping stadsteater |
| 1955 | Byron Winkler                | Hustruleken Louis Verneuil                                       | John Zacharias                | Norrköping-Linköping stadsteater |
| 1955 | Auguste                      | Vill ni leka med mej? Marcel Achard och Georges Vian Parys       | John Zacharias                | Norrköping-Linköping stadsteater |
| 1955 | Lopachin                     | Körsbärsträdgården Anton Tjechov                                 | John Zacharias                | Norrköping-Linköping stadsteater |
| 1956 | Jansson                      | Vår ofödde son Vilhelm Moberg                                    | Kurt-Olof Sundström           | Norrköping-Linköping stadsteater |
| 1956 | Horace Pennypacker           | Åh, en så’n pappa! Liam O’Brien                                  | Olof Thunberg                 | Norrköping-Linköping stadsteater |
| 1956 | Sven Magnuson, målare        | Melodi på lergök Lars-Levi Læstadius                             | John Zacharias                | Norrköping-Linköping stadsteater |
| 1956 | Tartuffe                     | Tartuffe Molière                                                 | John Zacharias                | Norrköping-Linköping stadsteater |
| 1956 | Fritjof Blomkvist            | Vita hästen Hans Müller och Ralph Benatzky                       | John Zacharias                | Norrköping-Linköping stadsteater |
| 1957 | Jöran Persson                | Gustav Vasa August Strindberg                                    | John Zacharias                | Norrköping-Linköping stadsteater |
| 1957 | Hasdrubal Barkas             | Vägen till Rom Robert E. Sherwood                                | Kurt-Olof Sundström           | Norrköping-Linköping stadsteater |
| 1957 | Larry Regan                  | Natten till den 17 januari Ayn Rand                              | John Zacharias                | Norrköping-Linköping stadsteater |
| 1957 | Henri Soupeau                | Simones drömmar Bertolt Brecht och Hanns Eisler                  | Kurt-Olof Sundström           | Norrköping-Linköping stadsteater |
| 1957 | Polischefen i Aten           | Lysistrate Aristofanes                                           | Olof Thunberg                 | Norrköping-Linköping stadsteater |
| 1958 | Herr X                       | Paria August Strindberg                                          | John Zacharias                | Norrköping-Linköping stadsteater |
| 1958 | Vännen                       | Leka med elden August Strindberg                                 | John Zacharias                | Norrköping-Linköping stadsteater |
| 1958 | Cirkusdirektör Obolski       | Oh, mein Papa! Erik Charell, Jürg Amstein och Paul Burkhard      | Albert Gaubier John Zacharias | Norrköping-Linköping stadsteater |
| 1958 | Pråmskepparen                | Bröllopet på Seine Marcel Achard                                 | John Zacharias                | Norrköping-Linköping stadsteater |
| 1958 | Earlen av Northumberland     | Richard II William Shakespeare                                   | Olof Widgren John Zacharias   | Norrköping-Linköping stadsteater |
| 1959 | Jim Cherry                   | Den stora drömmen (Flowering Cherry) Robert Bolt                 | Lars-Erik Liedholm            | Norrköping-Linköping stadsteater |
| 1959 | Juryman 3                    | Tolv edsvurna män Reginald Rose                                  | Johan Falck                   | Helsingborgs stadsteater         |
| 1960 | Jim Cherry                   | Dagdrömmaren (Flowering Cherry) Robert Bolt                      | Tom Dan-Bergman               | Folkparksturné/ Lilla Teatern    |
| 1960 | Luffaren                     | Fällan (Piege pour un homme seul) Robert Thomas                  | Tom Dan-Bergman               | Lilla Teatern                    |
| 1962 | Majoren                      | Perrichons resa Eugène Labiche                                   | Per Edström                   | Riksteatern                      |

## Radioteater

### Roller
| År   | Roll                   | Produktion                                              | Regi             |
| ---- | ---------------------- | ------------------------------------------------------- | ---------------- |
| 1950 | Freddy Sjöström        | Hillmans detektivbyrå: Alias Henry Grundt Folke Mellvig | Lars Madsén      |
| 1950 | Freddy Sjöström        | Hillmans detektivbyrå: Melodimysteriet Folke Mellvig    | Lars Madsén      |
| 1950 | Freddy Sjöström        | Hillmans detektivbyrå: Naturlig död? Folke Mellvig      | Lars Madsén      |
| 1950 | Freddy Sjöström        | Hillmans detektivbyrå: Vattengraven Folke Mellvig       | Lars Madsén      |
| 1952 | Freddy Sjöström        | Hillmans semester: Liten tuva... Folke Mellvig          | Lars Madsén      |
| 1952 | Freddy Sjöström        | Hillmans semester: Vatten över huvet Folke Mellvig      | Lars Madsén      |
| 1961 | Cirkusdirektör Miraldo | Önskeskogen Astrid Ribrant                              | Manne Grünberger |